# Bartolomeo Bacilieri

Wapenschild van kardinaal Bacilieri

Bartolomeo Bacilieri (Breonio, 28 maart 1842 – Verona, 14 februari 1923) was bisschop van Verona (1900-1923) in het koninkrijk Italië. Hij was kardinaal met als titelkerk in Rome de San Bartolomeo all'Isola vanaf 1901.

## Levensloop
Hij was een zoon van Michelangelo Bacilieri en Pasqua Firlonghi. Na zijn priesterstudies (1862-1867) in Verona behaalde hij een doctoraat in de theologie in het Collegio Romano in Rome (1867), dat toen nog in de Pauselijke Staat lag. Hij was kanunnik van het kapittel van de kathedraal van Verona, vanaf 1878.
In 1888 werd Bacilieri gewijd tot hulpbisschop van Verona met de functie van coadjutor en de titel van bisschop van Nyssa met moderne naam Nevşehir in Turkije. De benoeming tot bisschop van Verona volgde in 1900. De kardinaalshoed ontving hij in 1901 uit handen van paus Leo XIII. Hij stierf na een val in de kathedraal, waar hij werd begraven.